# Blauwe glazenmaker
De blauwe glazenmaker (Aeshna cyanea) is een echte libel uit de familie van de glazenmakers (Aeshnidae).
De wetenschappelijke naam van de soort werd in 1764 als Libellula cyanea gepubliceerd door Otto Friedrich Müller.
De blauwe glazenmaker is een van de meest waargenomen libellen. Het is een van de grotere soorten uit dit geslacht met een lengte van 67–76 mm. Het is een mobiele soort, die nieuwe voortplantingsbiotopen snel weet te vinden en vaak dicht bij bebouwing te vinden is.

## Kenmerken
Het is een fors gebouwde glazenmaker, die veel minder blauw is dan de naam doet vermoeden. Het achterlijf is donker met een mozaïektekening van licht gekleurde vlekken. De zijkant van het borststuk is grasgroen met dikke zwarte naadstrepen. De schouderstrepen zijn verbreed tot brede groene vlakken. De lichte vlekken op de achterlijfssegmenten 8–10 zijn groot en 'samengevloeid', niet meer herkenbaar als gepaarde vlekken zoals bij segment 1–8. Deze contrasterende lichte punt van het achterlijf wordt wel 'lampionnetje' genoemd. Segment 2 heeft een brede groene spijkervormige tekening. Bij het mannetje zijn de ogen aan de bovenkant blauw, evenals de vlekken aan de zijkant van het achterlijf en het gehele lampionnetje. In het veld is dit blauwe 'achterlicht' het duidelijkste kenmerk. De overige lichte vlekken op het achterlijf zijn meestal grasgroen, maar soms ook blauw. Bij het vrouwtje en bij jonge exemplaren zijn alle lichte delen aanvankelijk geel, later groen. De ogen van het vrouwtje zijn aan de bovenkant bruin. De lichaamslengte van volwassen dieren ligt tussen 67 en 76 mm.
De larve is groot en slank (34–38 mm) met een opvallend lang vangmasker (prementum). De larve lijkt in veel opzichten op het volwassen dier, vooral in het blauwe patroon op het lichaam.

## Vliegtijd
Het hoogtepunt van het vliegseizoen is van eind juli tot half september. Voor juni en na oktober wordt de blauwe glazenmaker zelden waargenomen.

## Gedrag en voortplanting
Gewoonlijk duurt de levenscyclus van de blauwe glazenmaker twee jaar. De eerste winter brengt hij door als ei, de tweede winter als larve. De larve groeit op in modderige beschaduwde poelen of tuinvijvers met veel modder en bladafval. Daarom is hij ook vaak de enige libel die daar voorkomt doordat andere soorten wat kieskeuriger zijn. Het uitsluipen gebeurt meestal in de maanden juli en augustus. In ondiepe wateren en warme zomers kan een larve echter al voor de winter volgroeid zijn en nog diezelfde zomer uitsluipen. De rijpingsduur van de imago is drie tot zes weken, de levensduur van de imago is acht tot tien weken. Jagende en patrouillerende blauwe glazenmakers vliegen in een kenmerkend rustig tempo laag over de grond, steeds langs dezelfde weg, op plaatsen met veel halfschaduw (bijvoorbeeld bospaden en tuinen). Ze zoeken hun omgeving minutieus af en komen daarbij vaak opvallend dicht in de buurt van mensen en bebouwing. Door dit gedrag komen blauwe glazenmakers nogal eens binnenshuis achter het vensterglas terecht, of worden ze gevangen door huiskatten.

## Habitat
De blauwe glazenmaker is weinig kieskeurig en plant zich voort in allerlei stilstaande en zwak stromende wateren, die vaak voedselrijk en sterk beschaduwd zijn. De voorkeur gaat uit naar kleine, stilstaande wateren in een beboste of parkachtige omgeving; vaak worden ze gevonden bij beschaduwde vijvers, plassen en poelen in de directe omgeving van houtopstanden, maar ook in de buurt van bebouwing en recreatiegebieden. Hij jaagt langs opgaande structuren als heggen, bosschages, lanen en parken, die soms ver van water af liggen.

## Verspreidingsgebied
Het verspreidingsgebied van de blauwe glazenmaker loopt oostelijk tot in de Oeral en zuidelijk tot in Noord-Afrika (maar daar is hij zeer schaars).
In Europa ligt het zwaartepunt van de verspreiding in Midden-, West- en Noordoost-Europa. De soort is schaars in Zuidoost-Europa en het Iberisch Schiereiland en ontbreekt in de noordelijke helft van Scandinavië, de zuidelijke Balkan, Griekenland, Turkije, Schotland en Ierland.

In Nederland komt de blauwe glazenmaker overal voor, maar de soort is schaars in bosloze gebieden, zoals de polders van Noord-Holland en de open kleigebieden van Friesland en Groningen. Op de hoge zandgronden zijn de dichtheden het grootst.

## Verwante en gelijkende soorten
Met name de vrouwtjes kunnen verward worden met de groene glazenmaker en eventueel met de gewone bronlibel.

Blauwe glazenmakers zijn van alle andere Nederlandse glazenmakers te onderscheiden door het 'lampionnetje' aan het achterlijf. Toch worden blauwe glazenmakers regelmatig gedetermineerd als groene glazenmaker, vanwege de groene achterlijfsvlekken van zowel de mannetjes als de vrouwtjes. Uitgekleurde mannetjes groene glazenmaker hebben echter blauwe achterlijfsvlekken, met kleine bleekgele streepjes en alleen wat groen aan de basis. Mannetjes blauwe glazenmaker hebben meestal zowel blauwe als groene vlekjes op het achterlijf, hoewel ook exemplaren voorkomen met alleen blauwe vlekjes. De ogen van mannetjes groene glazenmaker zijn blauwer dan de ogen van de blauwe glazenmaker. De zijkant van het borststuk van de blauwe glazenmaker heeft dikke zwarte lijnen, die bij de groene glazenmaker ontbreken. Vrouwtjes van de groene glazenmaker hebben een andere tekening op het tweede achterlijfssegment, naast het ontbreken van het 'lampionnetje' en van de zwarte borststuktekening.

De trage, zoekende vlucht van blauwe glazenmakers lijkt op die van patrouillerende gewone bronlibellen. Vrouwtjes van de blauwe glazenmaker die boven een beekje vliegen worden daarom weleens voor een gewone bronlibel aangezien. De blauwe glazenmaker wordt vaak op dezelfde plekken gezien als de paardenbijter, maar deze is kleiner en heeft een kenmerkende grote gele 'spijker' op het tweede segment in plaats van een groene.

In het larvestadium wordt de blauwe glazenmaker ook weleens verward met de groene glazenmaker, maar deze soort is strikt gebonden aan krabbenscheervegetaties als opgroeiplaats voor de larven.

## Bedreigingen en bescherming
De soort staat op de Rode Lijst van de IUCN als niet bedreigd, beoordelingsjaar 2013. Op de Nederlandse Rode lijst (libellen) van 2004 en 2015 komt de blauwe glazenmaker niet voor. Op de Belgische Rode Lijst (1998) geldt hij als niet bedreigd.

## Afbeeldingen

uitsluipende Aeshna cyanea

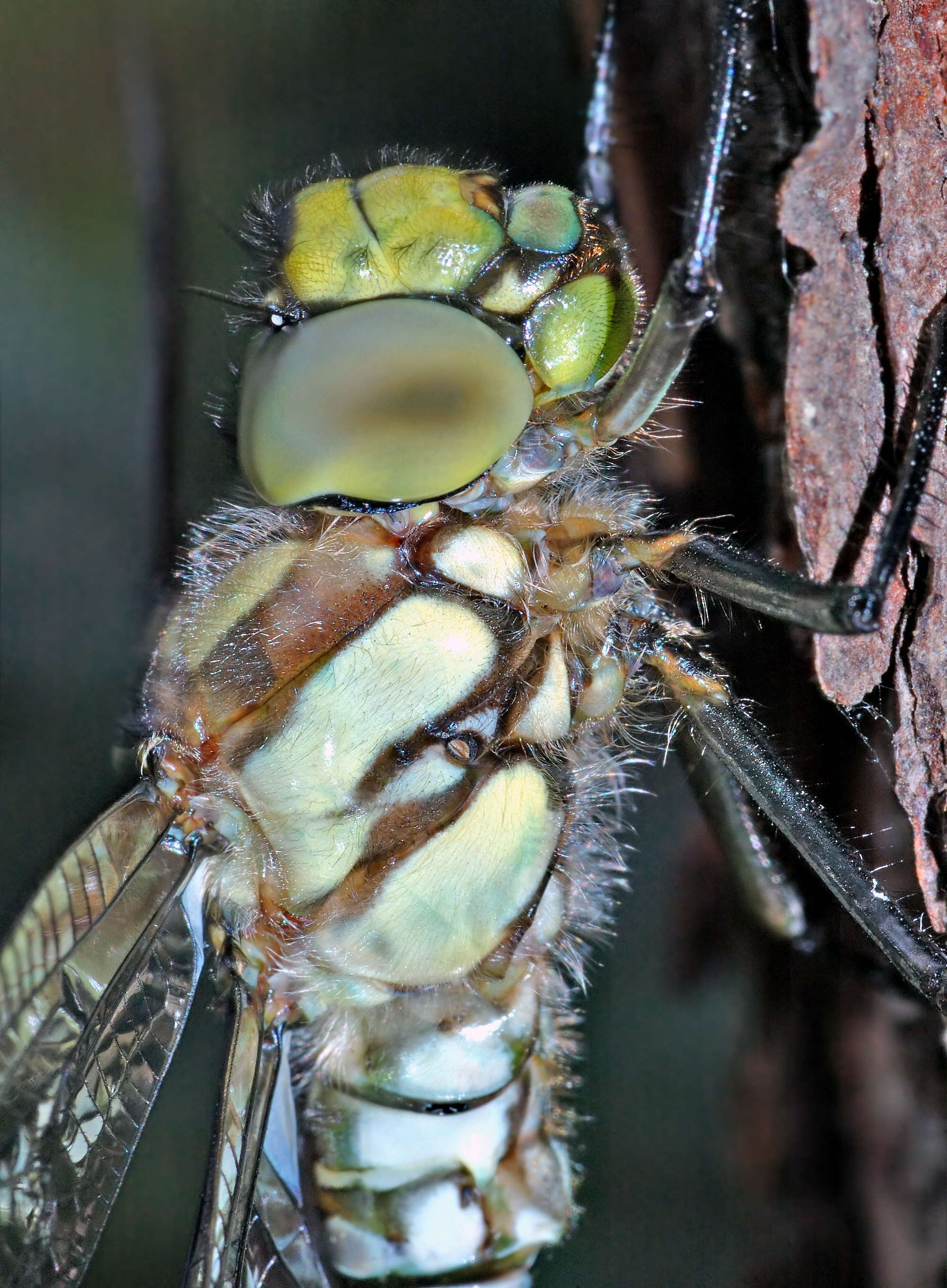
Jong mannetje; let op de onvolledige donkere streep
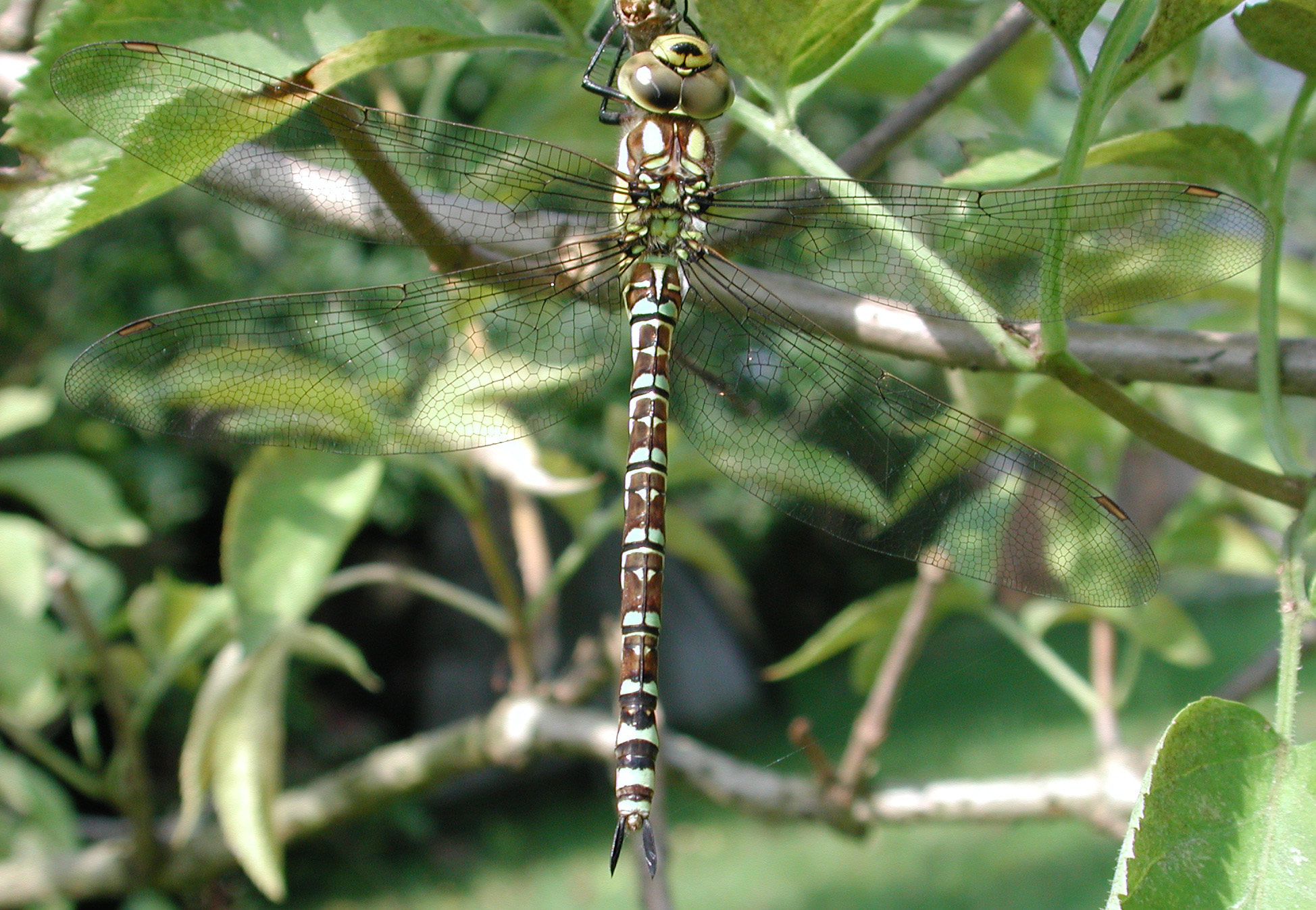
Vrouwtje; vlekken op S9 en S10 verbonden
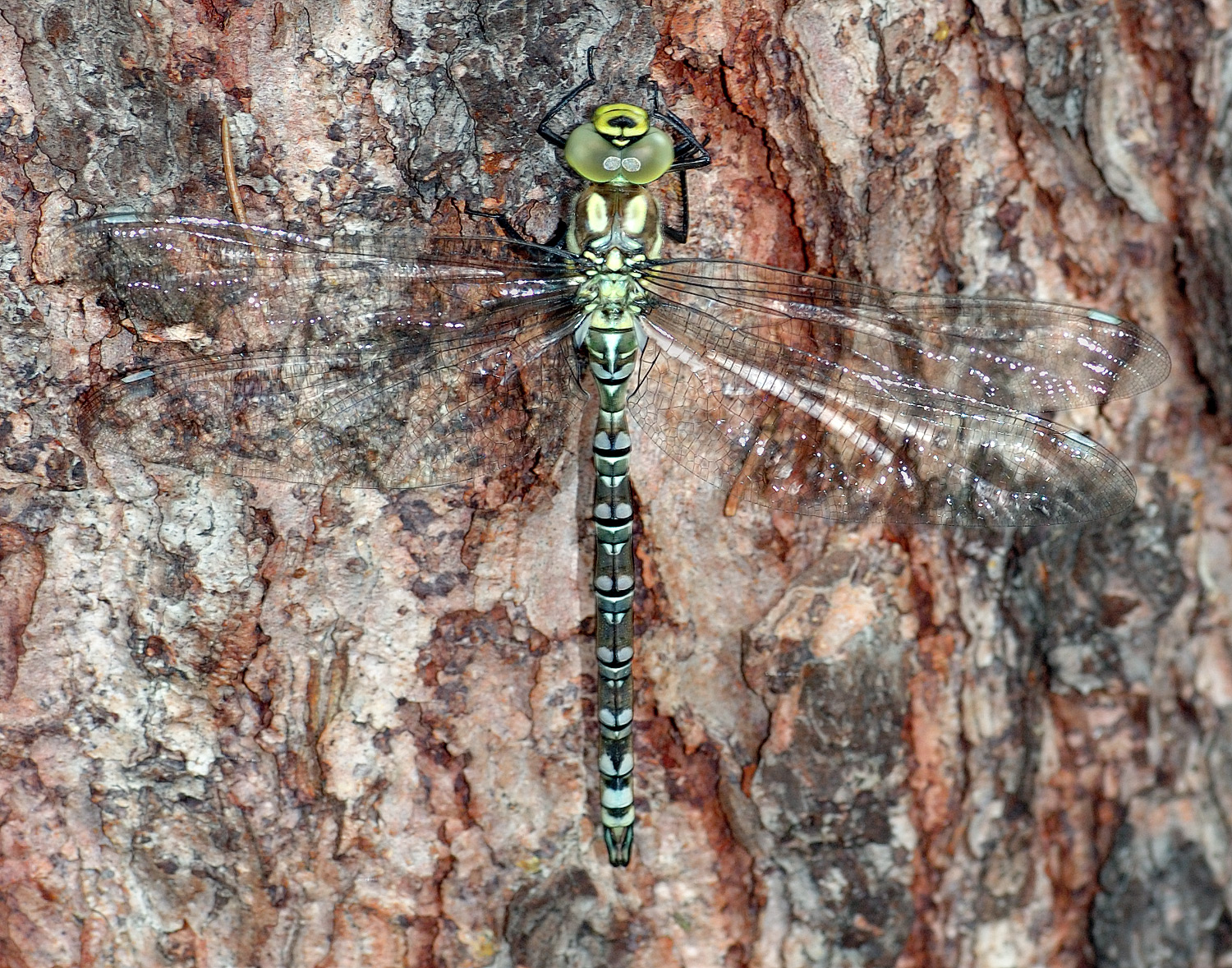
Jong mannetje
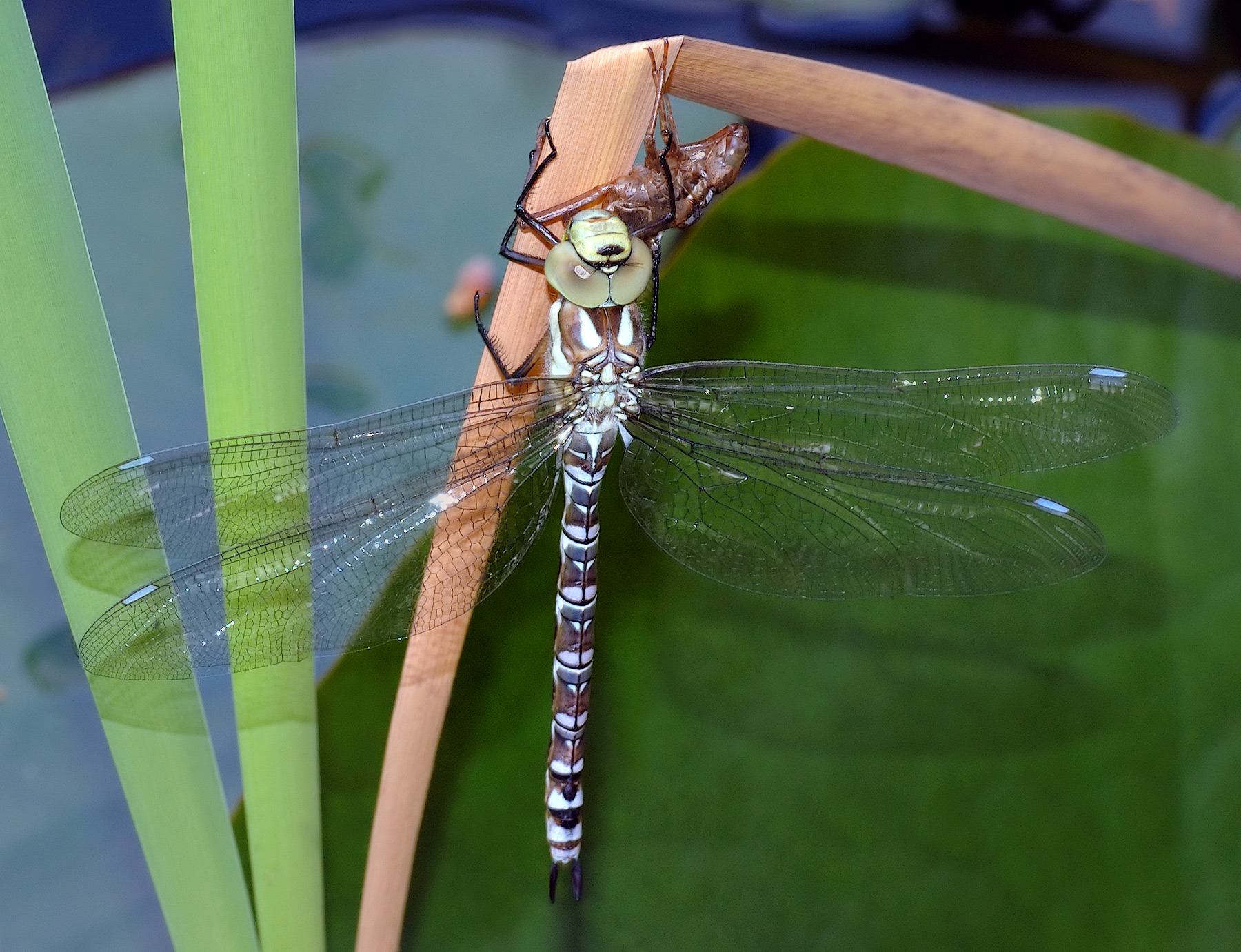
Jong vrouwtje
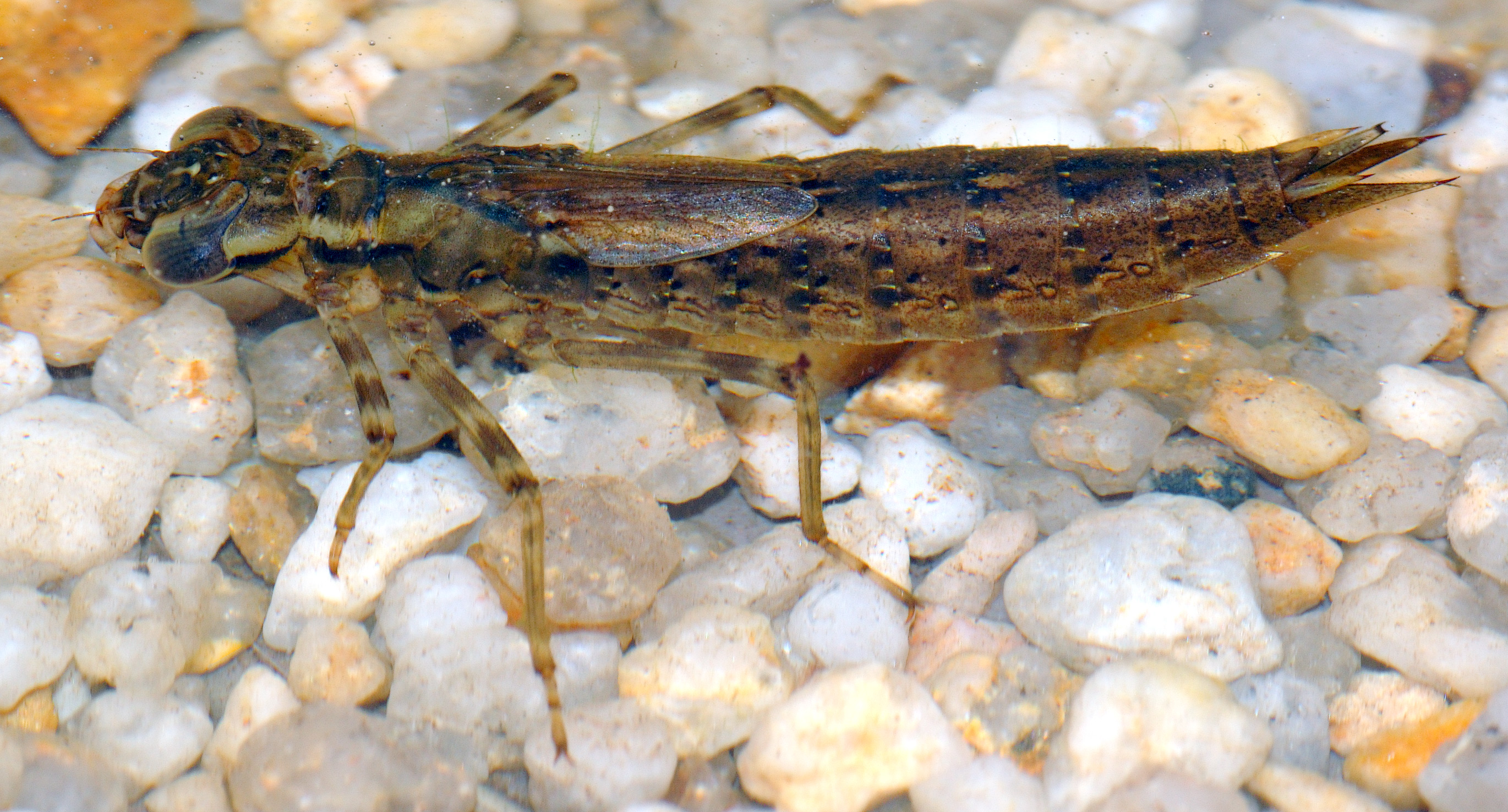
Larve
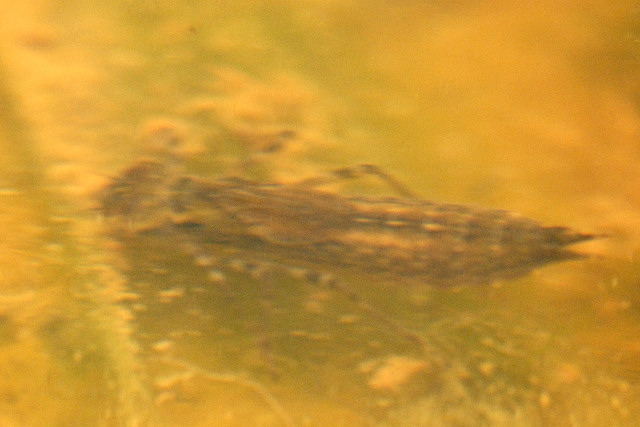
Larve in water
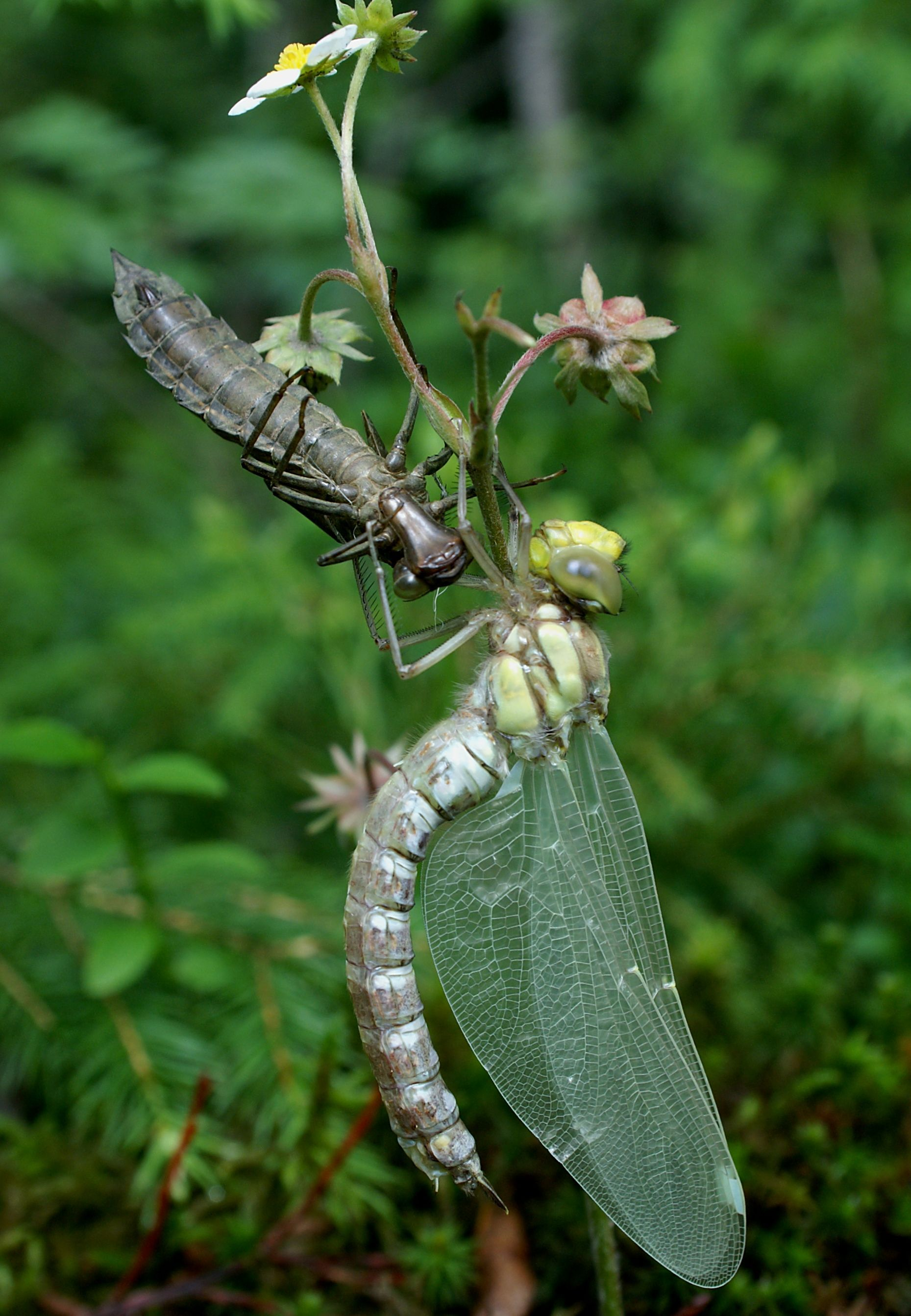
Blauwe glazenmaker, net bevrijd van de larvenhuid
- Vrouw eet een wesp, Vespula vulgaris